# Bella Achmadulina
Bella (Biełła) Achatowna Achmadulina (ros. Белла Ахатовна Ахмадулина; ur. 10 kwietnia 1937 w Moskwie, Rosyjska Federacyjna SRR, zm. 29 listopada 2010 w Pieriediełkinie, Federacja Rosyjska) – rosyjska poetka, uważana za następczynię Anny Achmatowej. Zaliczana do tzw. pokolenia XX Zjazdu – twórców antystalinowskich. Autorka popularnych wierszy sensualistycznych, cechujących się śpiewnością.

## Życiorys
Urodziła się w Moskwie, w rodzinie mającej korzenie włoskie i tatarskie. Używała skróconej formy swojego pełnego imienia Izabiełła (Изабелла). Publikowała wiersze od 1955. Zamieszczono je w znanym rosyjskim almanachu literackim Taruskie Stronice (Тарусские страницы) redagowanym przez Konstantina Paustowskiego. Występowała na wieczorach poetyckich razem z Jewgienijem Jewtuszenką i Andriejem Wozniesienskim. Przez krytyków uważana za autorkę oryginalną, kreująca w utworach właściwy jej świat wyobraźni artystycznej, przez co tworzone teksty otrzymywały szerszy kontekst intelektualny i charakteryzowały się coraz większą złożonością literackiej asocjatywności. Tworzyła też poematy, nazywane niekiedy fantastycznymi nowelami poetyckimi.
Przez pewien czas była żoną Jewgienija Jewtuszenki. Przyjaciółka Bułata Okudżawy.
Została odznaczona m.in. Orderem Zasług dla Ojczyzny II i III klasy (2007, 1997) oraz Orderem Przyjaźni Narodów (1984). Laureatka Nagrody Państwowej ZSRR (1989), Nagrody Prezydenta Federacji Rosyjskiej (1998) i Nagrody Państwowej Federacji Rosyjskiej (2004).

## Wybrana twórczość

### Zbiory wierszy
- 1962 – Струна (wyd. pol. Struna. Wiersze wybrane, 1969[2])
- 1968 – Озноб (Oznob)
- 1969 – Уроки музыки (Uroki muzyki)
- 1975 – Стихи (Stichi)
- 1977:
  - Сны о Грузии (Sny o Gruzii)
  - Метель (Mietiel)
  - Свеча (Swiecza)
- 1983 – Тайна (Tajna)
- 1988:
  - Стихотворения (Stichotworienija)
  - Избранное (Izbrannoje)
  - Стихи (Stichi)
- 1989 – Сад (Sad)
- 1991 – Побережье (Pobierieżje)
- 1994 – Ларец и ключ (Łariec i klucz)
- 1995:
  - Шум тишины (Szum tiszyny)
  - Гряда камней (Griada kamniej)
  - Самые мои стихи (Samyje moi stichi)
  - Звук указующий (Zwuk ukazujuszczij)
- 1996 – Однажды в декабре (Odnażdy w diekabrie)
- 1997:
  - Созерцание стеклянного шарика (Soziercanije stieklannogo szarika)
  - Миг бытия (Mig bytija)
- 1996–1999 – Нечаяние (Nieczajanije)
- 1999 – Возле ёлки (Wozle jołki)
- 2000:
  - Друзей моих прекрасные черты (Druziej moich priekrasnyje czerty)
  - Стихотворения. Эссе (Stichotworienija. Essie)